# Jack Hazan
Pour les articles homonymes, voir Hazan.
Jack Hazan, né le 31 mars 1939 à Manchester, est un réalisateur et scénariste britannique.

## Filmographie
- 1969 : Grant North (court métrage)
- 1972 : The Films of Robert Bolt (court métrage)
- 1973 : A Bigger Splash
- 1980 : Rude Boy
- 1982 : Cinéma, cinémas (émission télévisée), segment Lettre d'un cinéaste... United Kingdom
- 1985 : Dexys Midnight Runners : This Is What She's Like (clip vidéo)
- 1998 : Comic Act

## Distinctions

### Récompenses
- Berlinale 1980 : Mention spéciale pour Rude Boy
- Festival de Locarno 1974 : Léopard d'argent pour A Bigger Splash

### Sélections
- Festival de Chicago 1973 : compétition pour le Hugo d'or pour A Bigger Splash
- Festival de Cannes 1974 : Sélection à la Semaine de la critique pour A Bigger Splash